# Henning von Tresckow
Henning Hermann Robert Karl von Tresckow (Magdeburgo, 10 gennaio 1901 – Ostrów Mazowiecka, 21 luglio 1944) è stato un generale tedesco dello Heer (la forza armata di terra della Wehrmacht) durante la seconda guerra mondiale. Membro attivo della resistenza tedesca, ha partecipato ai falliti attentati verso Adolf Hitler: quello delle bottiglie di Cointreau (Operazione Spark) e quello del 20 luglio 1944 (Operazione Valchiria).

## Biografia
(da «Volevamo uccidere Hitler» di Philipp von Boeselager)
Henning von Tresckow nacque a Magdeburgo da una famiglia appartenente all'antica nobiltà prussiana e con alle spalle una lunga tradizione militare: suo padre, un generale di cavalleria, era presente a Versailles nel 1871 durante la proclamazione di Guglielmo I come imperatore del nuovo impero tedesco, mentre suo nonno materno, il conte Robert Zedlitz-Trützschler, fu ministro dell'istruzione di Prussia.
Fu anche genero del generale Erich von Falkenhayn, capo dello Stato maggiore generale tedesco durante la prima guerra mondiale (dal 1914 al 1916). Tresckow ricevette gran parte della sua formazione iniziale da insegnanti privati nella lontana proprietà rurale di famiglia, mentre dal 1913 al 1917 frequentò il liceo classico (Gymnasium) della città di Goslar.

### Carriera militare e attività
Arruolato il 5 agosto 1917, a soli 16 anni, venne assegnato come ufficiale cadetto al 1º Reggimento di fanteria. Divenuto uno dei più giovani sottotenenti dell'armata prussiana nel giugno del 1918, Henning von Tresckow ricevette la Croce di Ferro di prima classe per il coraggio e l'intraprendenza dimostrate in azione contro il nemico durante la seconda battaglia della Marna.
Dopo la fine della prima guerra mondiale Tresckow servì nel 9º Reggimento di fanteria Potsdam e partecipò alla repressione del movimento rivoluzionario spartachista. Lasciò l'esercito nel 1920 per dedicarsi agli studi di diritto ed economia, che però non portò a termine. Esercitò la professione di agente di cambio presso una banca ebraica ed ebbe modo di viaggiare per il mondo, visitando Gran Bretagna, Francia, Brasile e Stati Uniti d'America, prima di lasciare il lavoro per occuparsi delle proprietà di famiglia.
Nel 1926 sposò l'unica figlia del generale Erich von Falkenhayn, secondo la tradizione delle più antiche famiglie prussiane. Il suo nuovo arruolamento venne sponsorizzato dal feldmaresciallo Paul von Hindenburg, futuro presidente del Reich. Nel 1934 Tresckow frequentò, presso la scuola di guerra, i corsi per il servizio nello stato maggiore, riportando le migliori votazioni del corso 1936. Venne, quindi, assegnato al primo dipartimento dello stato maggiore dell'esercito, dove ebbe modo di lavorare con generali del calibro di Ludwig Beck, Werner von Fritsch e Erich von Manstein.
Studiando i possibili scenari bellici si rese conto dei gravi rischi che la politica estera di Adolf Hitler comportava per la Germania. Per quanto fosse favorevole alla rivendicazione del corridoio polacco, fu però molto critico su molte delle decisioni prese dal Führer, dall'Anschluss all'invasione della Cecoslovacchia, alla cui pianificazione, tuttavia, partecipò in prima persona.
All'inizio della seconda guerra mondiale servì, col grado di maggiore, nello stato maggiore della 228ª divisione di fanteria in Polonia, guadagnandosi la Croce di Ferro di prima classe. Assistette anche come testimone alle atrocità commesse dalla Gestapo e dalle SS contro i prigionieri e fu scioccato dal fatto che le proteste sollevate dall'unico generale che ebbe il coraggio di parlare (il colonnello generale Johannes Blaskowitz) vennero liquidate come "stupidaggini da bambini".
Dalla fine del 1939 e nel 1940, promosso tenente colonnello, servì nello stato maggiore del Gruppo d'Armate A, al comando del feldmaresciallo Gerd von Rundstedt. In questa occasione collaborò, pare, col generale Erich von Manstein alla stesura del suo celebre piano di invasione della Francia, il piano Manstein, in qualità di vice del generale Günther Blumentritt. Dopo il crollo della Francia non condivise l'entusiasmo generale, assai preoccupato per un intervento degli Stati Uniti.
Dal 1941 al 1943 servì nello stato maggiore del Gruppo d'armate Centro, prima sotto lo zio, il feldmaresciallo Fedor von Bock, poi sotto il suo successore, il feldmaresciallo Günther von Kluge. Venne promosso colonnello nel 1942. Nell'ottobre del 1943 ebbe il comando del 442º reggimento granatieri in Ucraina. Promosso maggiore generale, dal dicembre 1943 fino alla sua morte servì come capo di stato maggiore della 2ª Armata, tra l'odierna Bielorussia e la Polonia orientale.
Nel corso della guerra ottenne anche la Croce tedesca in oro, intermedia tra la Croce di Ferro di 1ª classe e la Croce di cavaliere, ed altre decorazioni. Appartenente alla migliore nobiltà prussiana, Henning von Tresckow fu militare assai ben preparato. Abilissimo organizzatore, costituì una delle anime più accese del movimento di resistenza interna al nazismo, pagando con la vita le indecisioni e la disorganizzazione del 20 luglio 1944.

### L'avversione al nazismo e le cospirazioni prima del 20 luglio 1944
Inizialmente favorevole all'avvento del Nazionalsocialismo, considerando assurdamente ingiuste le imposizioni del trattato di Versailles nei confronti della Germania, il giovane ufficiale von Tresckow ebbe una profonda delusione già dal 1934, quando, nella notte dei lunghi coltelli, le SS assassinarono proditoriamente un gran numero di SA, oltre ad oppositori politici e critici del nazismo. Egli considerò, inoltre, la notte dei cristalli come una personale vergogna davanti al mondo e una degradazione della civiltà.
Tresckow cercò civili e militari che si opponessero a Hitler, e tra questi trovò il generale Erwin von Witzleben, che lo convinse a non lasciare l'esercito, sottolineando che, al momento buono, sarebbe stato molto più utile alla resistenza vestendo la divisa. Nel 1939 ebbe a dire al cognato e futuro aiutante di campo, Fabian von Schlabrendorff, che: «onore e decenza ci chiedono di fare del nostro meglio per favorire la caduta del Nazionalsocialismo, per salvare la Germania e l'Europa dalla barbarie».
Fu in occasione della campagna contro l'Unione Sovietica che Tresckow si rese conto che l'attività di resistenza dovesse riprendere con urgenza. Fu allibito dall'ordine dei commissari, che prevedeva la fucilazione in massa di tutti i commissari politici dell'Armata Rossa caduti in mano tedesca. Quando venne a sapere del massacro di migliaia di civili ebrei a Boršov, Tresckow si appellò appassionatamente allo zio, sostenendo che era il momento di agire, dato che l'esercito in Russia deteneva praticamente il potere. Il feldmaresciallo von Bock tuttavia, pur detestando personalmente il nazismo, non fece nulla di serio per opporvisi.
Come capo dell'ufficio operazioni del Gruppo d'armate Centro (Heeresgruppe Mitte), riuscì a riunire sistematicamente attorno a sé, ponendoli in posizioni chiave, numerosi ufficiali che avevano le sue stesse idee (come i colonnelli Rudolf Christoph Freiherr von Gersdorff, Georg Schulze-Büttger e Berndt von Kleist, il maggiore Carl-Hans Graf von Hardenberg, i tenenti Philipp von Boeselager assieme al fratello Georg, Heinrich Graf von Lehndorff-Steinort e tanti altri), creando presso il quartier generale del Gruppo d'armate Centro un gruppo di ufficiali cospiratori, in costante contatto con il movimento di resistenza berlinese, che faceva capo a Carl Friedrich Goerdeler e al generale Beck. Quando, nel 1942, il colonnello - poi maggior generale - Hans Oster, vice capo dell'Abwehr (il servizio segreto militare) e attivissimo cospiratore, già coinvolto nel 1938 in un tentativo di rovesciare il nazismo, reclutò alla causa contro Hitler il colonnello generale Friedrich Olbricht (intendente generale dell'esercito territoriale) si creò un forte collegamento tra il gruppo Tresckow e i cospiratori del gruppo berlinese.
La prima occasione di agire sarebbe dovuta arrivare il 13 marzo 1943, quando finalmente Hitler, dopo mille rinvii, avrebbe visitato il fronte orientale presso Smolensk dove misero in atto l'operazione Spark, ovvero l'eliminazione di Hitler mediante un pacchetto che conteneva due bottiglie di Cointreau che dovevano esplodere durante il loro volo di ritorno. Assieme ad altri congiurati, Tresckow si allenò con il tiro con la pistola per uccidere sia Adolf Hitler che Heinrich Himmler durante il pranzo alla mensa ufficiali, nel momento in cui si sarebbero seduti. Avevano predisposto in modo tale da porre il Führer e il suo delfino sotto un fuoco incrociato; tuttavia, anche a causa della cancellazione della visita da parte di Himmler, vi fu la decisa opposizione del feldmaresciallo von Kluge, che, benché personalmente connivente, convinse i congiurati a non mettere in atto il piano per il rischio di una guerra civile che un Himmler vivo avrebbe comportato, opponendo le SS all'esercito.
Tresckow aveva però un piano di riserva, consistente nel porre una bomba sull'aereo di Hitler, in modo tale che, esplodendo in volo, avrebbe sicuramente eliminato il dittatore. Il 14 marzo, assieme al suo aiutante Fabian von Schlabrendorff, mise la bomba, di fabbricazione inglese con innesco chimico, all'interno di una cassa di bottiglie di liquore Cointreau, chiedendo poi al tenente colonnello Heinz Brandt, che era al seguito di Hitler, di recapitarlo al suo amico colonnello Hellmuth Stieff, di servizio al quartier generale di Rastenburg. La bomba fu posta nella stiva. L'aereo sarebbe dovuto esplodere sopra Minsk, ma la fortuna aiutò ancora Hitler, perché l'innesco non funzionò a causa della temperatura troppo bassa all'interno della stiva, che formò una patina di ghiaccio. Appena avuta notizia del fallimento, il tenente Schlabrendorff si precipitò a Rastenburg, con un pretesto, per recuperare la cassa esplosiva prima che venisse aperta.
Una settimana dopo, il 21 marzo 1943, il Gruppo d'armate Centro organizzò un'esposizione di bandiere e armi, catturate all'Armata Rossa, presso lo Zeughaus Berlin, l'arsenale di Berlino. Hitler sarebbe dovuto intervenire insieme a Hermann Göring e Heinrich Himmler. Il colonnello Gersdorff si offrì come volontario per una missione suicida, portando addosso delle bombe che avrebbe fatto esplodere, gettandosi addosso ad Hitler, al quale avrebbe dovuto fare da guida nell'esposizione. A causa di una drastica riduzione del tempo dedicato alla visita, anche questo tentativo fallì, e Gersdorff riuscì a liberarsi delle bombe senza farsi scoprire. Altri tentativi analoghi fallirono, un po' a causa di particolari fortuiti, un po' per l'abitudine di Hitler a cambiare programma all'ultimo momento. Nel frattempo, Tresckow cercò instancabilmente di convincere alcuni dei suoi influenti superiori, dallo zio al feldmaresciallo von Kluge e al generale Manstein, ad unirsi alla cospirazione per il bene della Germania. Nessuno degli alti ufficiali che Tresckow tentò di coinvolgere andarono oltre la silente approvazione. È un fatto che nessuno di essi denunciò mai Tresckow per i propri discorsi, che, da soli, potevano ben essere considerati alto tradimento.

### Operazione Valchiria
(Henning von Tresckow, da «Volevamo uccidere Hitler» di Philipp von Boeselager)
Il ruolo di Tresckow nel più importante tentativo di rovesciare il nazismo fu piuttosto marginale, dato che, servendo sul fronte russo con von Kluge dapprima al comando di un reggimento e poi, promosso maggior generale, come capo di stato maggiore della 2ª armata, non aveva materialmente la possibilità di operare personalmente. Tuttavia, durante una lunga licenza per malattia, tra l'agosto e il settembre del 1943, egli risiedette a Berlino ed ebbe un ruolo importante nella "riscrittura" dei piani relativi all'Operazione Valchiria, il complotto che revisionò con l'aiuto del colonnello Claus Schenk von Stauffenberg. Quando questi si fu assunto personalmente l'onere materiale di uccidere Hitler, dal fronte russo Tresckow gli consigliò di procedere con il tentativo di colpo di Stato in Germania, anche nel caso in cui l'attentato non fosse andato a buon fine. Riteneva di importanza fondamentale che, anche agli occhi del mondo, rimanesse traccia di un tentativo forte da parte dei tedeschi stessi di liberarsi del nazismo.

### Morte

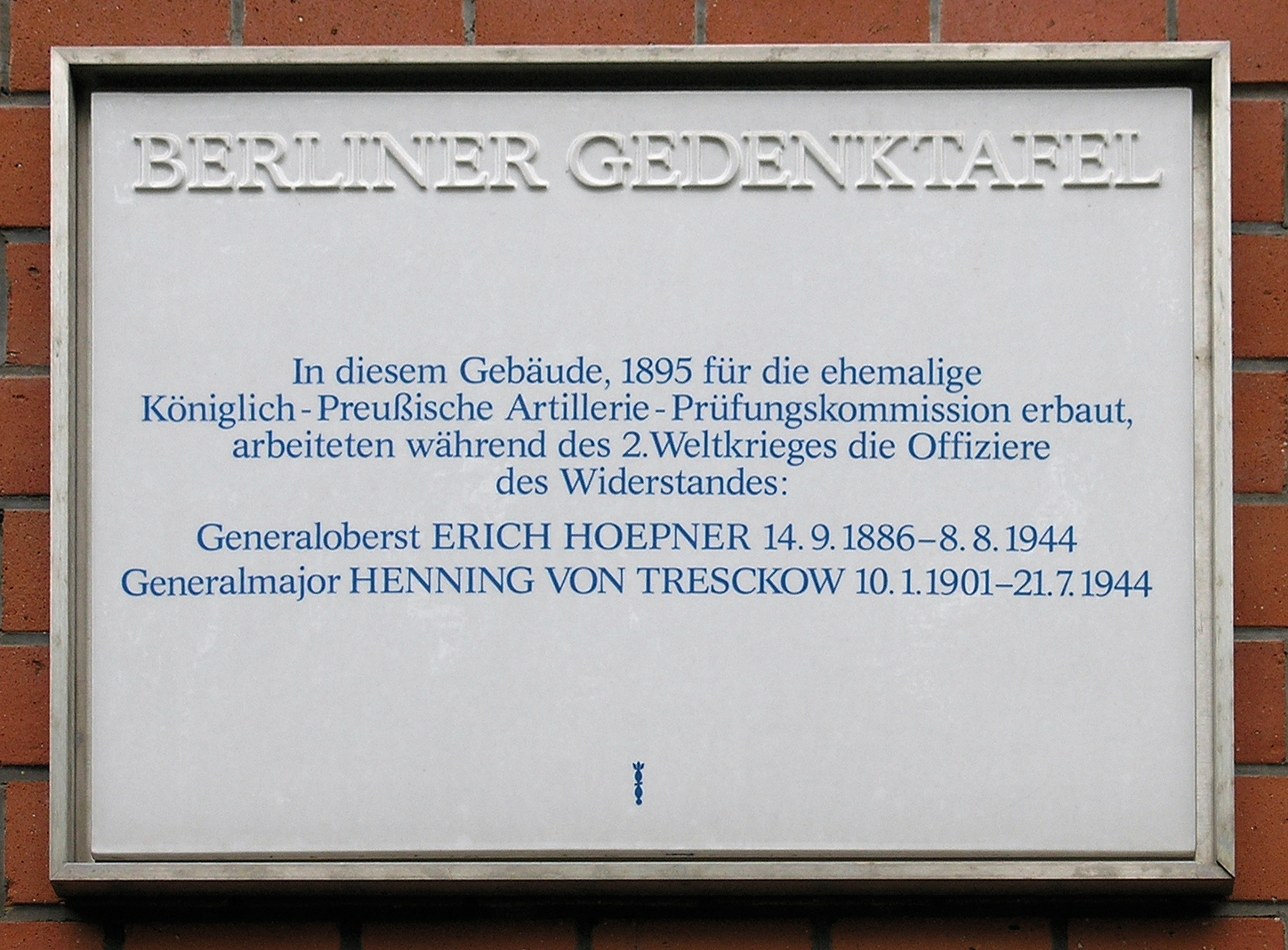
Targa commemorativa per Erich Hoepner e Henning von Tresckow apposta il 19 luglio 1990 sulla facciata del Palazzo Federale di Wilmersdorf (quartiere di Berlino) riportante la seguente dicitura: «In questo edificio, costruito nel 1895 per la ex Commissione reale-prussiana di collaudo di artiglieria, hanno lavorato durante la seconda guerra mondiale gli ufficiali della resistenza: il colonnello-generale Erich Hoepner (14.9.1886-8.8.1944) e il maggiore generale Henning von Tresckow (10.1.1901-21.7.1944)».

Henning von Tresckow si suicidò il 21 luglio 1944, con una bomba a mano alla testa, dopo aver saputo del fallimento del colpo di Stato del 20 luglio. Per proteggere gli altri congiurati cercò di simulare un attacco partigiano nella terra di nessuno; il piano fu talmente ben congegnato che inizialmente nessuno sospettò nulla, tanto che il corpo di Tresckow venne sepolto come eroe di guerra, con tutti gli onori militari, nella tenuta di famiglia di Wartenberg (odierna località polacca di Chełm Dolny, nel comune urbano-rurale di Trzcińsko-Zdrój). Quando, però, gli agenti nazisti scoprirono il suo coinvolgimento nella congiura, il suo corpo venne riesumato e bruciato nel forno crematorio del campo di concentramento di Sachsenhausen. La moglie e i figli vennero arrestati dalla Gestapo, ma riuscirono a sopravvivere alla guerra.
La mattina del 21 luglio, il giorno del suicidio, Tresckow era riuscito a spedire una lettera d'addio alla moglie assieme ad un ritaglio di giornale che riportava questa poesia: «Colui che riesce a mantenere intatti i sogni dell'infanzia / A conservarli dentro al suo petto nudo e indifeso, / Colui che, incurante dell'irrisione di questo mondo, / osa vivere come sognava da bambino, / Fino all'ultimo giorno: questo sì che è un uomo, un uomo vero».

## Nella cultura di massa

### Cinema
- Stauffenberg - Attentato a Hitler, regia di Jo Baier (2004), interpretato da Ulrich Tukur.
- Operazione Valchiria (Valkyrie), regia di Bryan Singer (2008), interpretato da Kenneth Branagh.